# Jamagučiho esterifikace
Jamagučiho esterifikace je organická reakce alifatických karboxylových kyselin s 2,4,6-trichlorbenzoylchloridem (TCBC, Jamagučiho činidlo) za vzniku smíšeného anhydridu, z něhož se reakcí s alkoholem za přítomnosti stechiometrického množství DMAP stává výsledný ester. Reakci popsal Masaru Jamaguči v roce 1979.
Tato reakce je výhodná při syntéze makrolaktonů a vysoce funkcionalizovaných esterů.

## Mechanismus
Na začátku Jamagučiho esterifikace se karboxylát naaduje na karbonylový uhlík Jamagučiho činidla, čímž se vytvoří smíšený anhydrid, jenž je následně atakován DMAP regioselektivně na méně stericky stíněném uhlíku, což vede ke vzniku acylovaného DMAP. Ten poté, jako silný elektrofil reaguje s alkoholem a vzniká ester.